# Цутия, Гарон
Гарон Цутия (яп. 土屋ガロン Цутия Гарон, 1947, Токио, Япония — 7 января 2018) — японский сценарист-мангака («гэнсакуся»), начавший карьеру в индустрии манги с 1979 года. Он пользуется большим количеством псевдонимов, в частности, также известен как Кариб Марли (яп. 狩撫 麻礼 Марэй Карибу), Caribu Marley, Юхо Хидзиката (яп. ひじかた 憂峰 Хидзиката Ю:хо) и marginal.
В 1986 году вышли его первые серьёзные работы: A Homansu и Meisouou Border, над иллюстрациями к которым работал Акио Танака. Затем Цутия сотрудничал с Кайдзи Кавагути (Zipang, Spirit of The Sun) в работе над Tokishozo Disturbs and Losses; с Такаси Имасиро в работе над мангой Takopon; с Нобуаки Минэгиси в работе над «Стариной».

## Манга

### Под именем Кариба Марли
- A Homansu (ア・ホーマンス), иллюстратор — Акио Танака.
- Meisouou Border (迷走王 ボーダー), иллюстратор — Акио Танака.
- Takopon (タコポン), иллюстратор — Такаси Имасиро.
- Knuckle Wars: The Fist of Rebellion (ナックル・ウォーズ, Nakkuru: Ken no Ran), иллюстратор — Дзиро Танигути.
- Blue Fighter (青の戦士, Ao no Senshi), иллюстратор — Дзиро Танигути.
- Live! Odyssey (LIVE! オデッセイ), иллюстратор — Дзиро Танигути.
- BOX, иллюстратор — Рёити Икэгами.
- POWER FOOL, иллюстратор — Омура Мори.
- Gyiruti (ギィルティ), иллюстратор — Марико Накамура.
- Raibumashin (ライブマシーン), иллюстратор — Тадаси Мацумори.

### Под другими псевдонимами
- Old Boy (オールド・ボーイ), иллюстратор — Нобуаки Минэгиси.
- Yukemuri Sniper (湯けむりスナイパー), иллюстратор — Тадаси Мацумори[6]. / Как Юхо Хидзиката (яп. ひじかた憂峰)
- Astral Project: Tsuki no Hikari (Astral Project 月の光), иллюстратор — Сюидзи Такэя[7]. / Как marginal
- Reverse Edge: Okawabata Tanteisha (яп. リバースエッジ　大川端探偵社 риба:су эйдзи о:кавабата тантэйся)